# Anchor Building

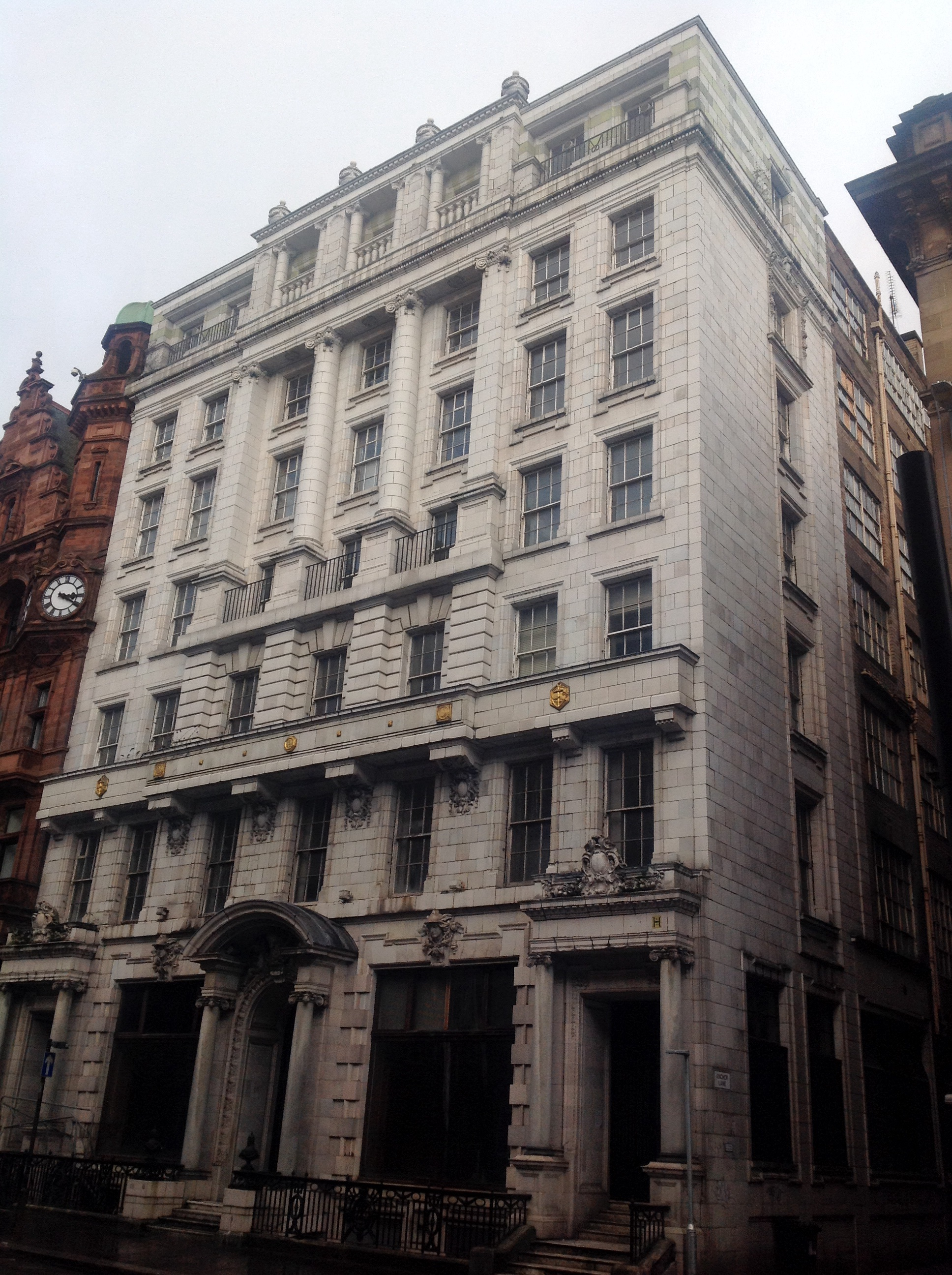
Anchor Building

Das Anchor Building ist ein Geschäftsgebäude in der schottischen Stadt Glasgow. 1970 wurde das Bauwerk als Einzeldenkmal in die schottischen Denkmallisten in der höchsten Denkmalkategorie A aufgenommen.

## Geschichte
Das Gebäude wurde zwischen 1905 und 1907 nach einem Entwurf des schottischen Architekten James Miller erbaut. Bauherr war die Reederei Anchor Line. 2010 wurde das Anchor Building in das Register gefährdeter denkmalgeschützter Bauwerke in Schottland aufgenommen. Zu diesem Zeitpunkt stand das Anchor Building leer. Ende 2014 wurde im Erdgeschoss eine Gaststätte eingerichtet. Im Sommer 2017 wurden mit der Einrichtung eines Hotels in den Obergeschossen begonnen. 2013 wurde der Zustand des Anchor Buildings als verhältnismäßig gut bei geringer Gefährdung eingestuft.

## Beschreibung
Es handelt sich um das Eckhaus zwischen St Vincent Place und der Anchor Lane. Links befindet sich das Citizen Building. An der Anchor Lane gegenüber befinden sich die Gebäude 2 St Vincent Place und 24 George Square. Das siebenstöckige Neorenaissance-Gebäude ist im Stile der edwardianischen Renaissance-Architektur ausgestaltet.
Die südexponierte Fassade entlang des St Vincent Place ist aufwändig mit Carrara-Marmor und Fayencekeramik ausgestaltet. Ionische Säulen flankieren das detailliert ausgestaltete Rundbogenportal mit einem maskenverzierten Schlussstein. Die Zwickel sind mit Putten verziert, welche die Maske flankieren. Die Säulen tragen einen ausladenden gebrochenen Segmentbogengiebel. Die weiten flankierenden Fenster sind mit stilisierten Schlusssteinen mit Merkurköpfen gestaltet. Die Nebeneingänge auf den äußeren Achsen sind mit ionischen Säulen ausgestaltet. Sie tragen Brüstungen mit Kartuschen. Entlang des zweiten Obergeschosses zieht sich ein auf ornamentierten Konsolen gelagerter Balkon. Entlang des vierten und fünften Obergeschosses gliedern kolossale ionische Säulen die Fassade.